# Giro del Trentino 2006
Il Giro del Trentino 2006, trentesima edizione della corsa, si svolse in quattro tappe dal 18 al 21 aprile 2006, per percorso totale di 668,8 km. Venne vinto dall'italiano Damiano Cunego che terminò la gara in 16h28'25".

## Tappe
| Tappa  | Data      | Percorso                  | km    | Vincitore di tappa | Leader cl. generale |
| ------ | --------- | ------------------------- | ----- | ------------------ | ------------------- |
| 1ª     | 18 aprile | Arco > Castello Tesino    | 162,8 | Luca Mazzanti      | Luca Mazzanti       |
| 2ª     | 19 aprile | Castello Tesino > Cles    | 174,8 | Damiano Cunego     | Damiano Cunego      |
| 3ª     | 20 aprile | Romeno > Tione di Trento  | 168,8 | David Muñoz        | Damiano Cunego      |
| 4ª     | 21 aprile | Puegnago del Garda > Arco | 162,4 | Daniele Bennati    | Damiano Cunego      |
| Totale | Totale    | Totale                    | 668,8 |                    |                     |

## Squadre partecipanti
| N.    | Cod. | Squadra                          |
| ----- | ---- | -------------------------------- |
| 1-8   | PAN  | Ceramiche Panaria-Navigare       |
| 11-18 | LIQ  | Liquigas                         |
| 21-28 | LAM  | Lampre-Fondital                  |
| 31-38 | TUC  | C.B. Immobiliare-Universal Caffè |
| 41-48 | ECV  | Comunidad Valenciana             |
| 51-58 | ASA  | Acqua & Sapone                   |
| 61-68 | CLM  | Selle Italia-Serr. Diquigiovanni |
| 71-78 | SDV  | Saunier Duval-Prodir             |
| 81-88 | MIE  | Miche                            |
| 91-98 | LPR  | Team LPR                         |

| N.      | Cod. | Squadra                         |
| ------- | ---- | ------------------------------- |
| 101-108 | TEN  | Tenax-Salmilano                 |
| 111-118 | NSM  | Naturino-Sapore di Mare         |
| 121-128 | ADR  | Adria Mobil                     |
| 131-138 | BAR  | Barloworld                      |
| 141-148 | AMO  | Amore & Vita-McDonald's         |
| 151-158 | FLM  | Ceramica Flaminia               |
| 161-168 | AGC  | Androni Gioc.-3C Casalinghi Jet |
| 171-178 | END  | Team Endeka                     |
| 181-188 | ELK  | ELK Haus-Simplon                |
| 191-198 | ODL  | OTC Doors-Lauretana             |

## Dettagli delle tappe

### 1ª tappa
- 18 aprile: Arco > Castello Tesino – 162,8 km

Risultati
| Pos. | Corridore      | Squadra      | Tempo    |
| ---- | -------------- | ------------ | -------- |
| 1    | Luca Mazzanti  | Cer. Panaria | 4h08'38" |
| 2    | Eddy Ratti     | Naturino     | s.t.     |
| 3    | Damiano Cunego | Lampre       | s.t.     |

| Pos. | Corridore      | Squadra      | Tempo    |
| ---- | -------------- | ------------ | -------- |
| 1    | Luca Mazzanti  | Cer. Panaria | 4h08'28" |
| 2    | Eddy Ratti     | Naturino     | a 4"     |
| 3    | Damiano Cunego | Lampre       | a 6"     |

### 2ª tappa
- 19 aprile: Castello Tesino > Cles – 174,8 km

Risultati
| Pos. | Corridore       | Squadra       | Tempo    |
| ---- | --------------- | ------------- | -------- |
| 1    | Damiano Cunego  | Lampre        | 4h28'45" |
| 2    | Gilberto Simoni | Saunier Duval | s.t.     |
| 3    | Andrea Tonti    | Acqua & Sap.  | s.t.     |

| Pos. | Corridore      | Squadra      | Tempo    |
| ---- | -------------- | ------------ | -------- |
| 1    | Damiano Cunego | Lampre       | 8h37'09" |
| 2    | Luca Mazzanti  | Cer. Panaria | a 4"     |
| 3    | Eddy Ratti     | Naturino     | a 8"     |

### 3ª tappa
- 20 aprile: Romeno > Tione di Trento – 168,8 km

Risultati
| Pos. | Corridore           | Squadra        | Tempo    |
| ---- | ------------------- | -------------- | -------- |
| 1    | David Muñoz         | Comunidad Val. | 4h01'42" |
| 2    | Aljaksandr Kučynski | Cer. Flaminia  | s.t.     |
| 3    | Ruslan Pidhornyj    | Tenax          | s.t.     |

| Pos. | Corridore      | Squadra      | Tempo     |
| ---- | -------------- | ------------ | --------- |
| 1    | Damiano Cunego | Lampre       | 12h39'40" |
| 2    | Luca Mazzanti  | Cer. Panaria | a 4"      |
| 3    | Eddy Ratti     | Naturino     | a 8"      |

### 4ª tappa
- 21 aprile: Puegnago del Garda > Arco – 162,4 km

Risultati
| Pos. | Corridore           | Squadra       | Tempo    |
| ---- | ------------------- | ------------- | -------- |
| 1    | Daniele Bennati     | Lampre        | 3h48'45" |
| 2    | Maximiliano Richeze | Cer. Panaria  | s.t.     |
| 3    | Marco Marcato       | Androni Gioc. | s.t.     |

| Pos. | Corridore      | Squadra      | Tempo     |
| ---- | -------------- | ------------ | --------- |
| 1    | Damiano Cunego | Lampre       | 16h28'25" |
| 2    | Luca Mazzanti  | Cer. Panaria | a 4"      |
| 3    | Eddy Ratti     | Naturino     | a 8"      |

## Evoluzione delle classifiche
| Tappa              | Vincitore          | Classifica generale Maglia rossa | Classifica sprint Maglia bianca | Classifica scalatori Maglia verde | Classifica giovani Maglia bianca | Classifica a squadre       |
| ------------------ | ------------------ | -------------------------------- | ------------------------------- | --------------------------------- | -------------------------------- | -------------------------- |
| 1ª                 | Luca Mazzanti      | Luca Mazzanti                    | Giairo Ermeti                   | Andrea Tonti                      | Cristiano Salerno                | Ceramiche Panaria-Navigare |
| 2ª                 | Damiano Cunego     | Damiano Cunego                   | Maurizio Carta                  | Andrea Tonti                      | Miguel Ángel Rubiano             | Lampre-Fondital            |
| 3ª                 | David Muñoz        | Damiano Cunego                   | Kanstancin Siŭcoŭ               | Andrea Tonti                      | Miguel Ángel Rubiano             | Lampre-Fondital            |
| 4ª                 | Daniele Bennati    | Damiano Cunego                   | Kanstancin Siŭcoŭ               | Andrea Tonti                      | Miguel Ángel Rubiano             | Lampre-Fondital            |
| Classifiche finali | Classifiche finali | Damiano Cunego                   | Kanstancin Siŭcoŭ               | Andrea Tonti                      | Miguel Ángel Rubiano             | Lampre-Fondital            |

## Classifiche finali

### Classifica generale - Maglia rossa
| Pos. | Corridore          | Squadra        | Tempo     |
| ---- | ------------------ | -------------- | --------- |
| 1    | Damiano Cunego     | Lampre         | 16h28'25" |
| 2    | Luca Mazzanti      | Cer. Panaria   | a 4"      |
| 3    | Eddy Ratti         | Naturino       | a 8"      |
| 4    | Andrea Tonti       | Acqua & Sap.   | a 10"     |
| 5    | Emanuele Sella     | Cer. Panaria   | a 14"     |
| 6    | Sylvester Szmyd    | Lampre         | a 22"     |
| 7    | Przemysław Niemiec | Miche          | a 27"     |
| 8    | Gilberto Simoni    | Saunier Duval  | a 37"     |
| 9    | Ezequiel Mosquera  | Comunidad Val. | a 43"     |
| 10   | Tomaž Nose         | Adria Mobil    | s.t.      |

### Classifica scalatori - Maglia verde
| Pos. | Corridore        | Squadra       | Punti |
| ---- | ---------------- | ------------- | ----- |
| 1    | Andrea Tonti     | Acqua & Sap.  | 10    |
| 2    | Charles Wegelius | Liquigas      | 6     |
| 3    | Miculà Dematteis | Tenax         | 4     |
| 4    | Roman Kreuziger  | Liquigas      | 4     |
| 5    | Gilberto Simoni  | Saunier Duval | 4     |

### Classifica sprint - Maglia azzurra
| Pos. | Corridore           | Squadra      | Punti |
| ---- | ------------------- | ------------ | ----- |
| 1    | Kanstancin Siŭcoŭ   | Acqua & Sap. | 6     |
| 2    | Volodymyr Duma      | Univ. Caffè  | 6     |
| 3    | Maurizio Carta      | Miche        | 6     |
| 4    | Raivis Belohvoščiks | Univ. Caffè  | 6     |
| 5    | Giairo Ermeti       | Team LPR     | 6     |

### Classifica giovani - Maglia bianca
| Pos. | Corridore            | Squadra        | Tempo     |
| ---- | -------------------- | -------------- | --------- |
| 1    | Miguel Ángel Rubiano | Cer. Panaria   | 16h33'39" |
| 2    | Miha Švab            | Adria Mobil    | a 55"     |
| 3    | Cristiano Salerno    | Tenax          | a 1'28"   |
| 4    | Vicente Peiró        | Comunidad Val. | a 1'40"   |
| 5    | Simon Špilak         | Adria Mobil    | a 6'35    |

### Classifica a squadre
| Pos. | Squadra                    | Tempo     |
| ---- | -------------------------- | --------- |
| 1    | Lampre-Fondital            | 49h26'48" |
| 2    | Ceramiche Panaria-Navigare | a 1'09"   |
| 3    | Acqua & Sapone             | a 1'47"   |
| 4    | Naturino-Sapore di Mare    | a 6'35"   |
| 5    | Tenax-Salmilano            | a 7'29"   |